# Стеження 2
Стеження 2 (англ. Another Stakeout) — американський комедійний бойовик 1993 року.

## Сюжет
Поліцейським Крісу і Біллу дають нове відповідальне завдання. Їм належить розшукати важливого свідка, який ховається від помсти мафії. Удвох вони без зусиль впоралися б з цим дорученням, але в їх дружній компанії з'являється третій зайвий, коли окружний прокурор направляє до них помічницю Джину. Ця самовпевнена дама приводить з собою собачку — величезного ротвейлера. Разом вони відправляються на пошуки.

## У ролях
| Актор           | Роль             |
| --------------- | ---------------- |
| Річард Дрейфус  | Кріс Лечче       |
| Еміліо Естевес  | Білл Реймерс     |
| Розі О'Доннелл  | Джина Гарретт    |
| Денніс Фаріна   | Брайан О'Гара    |
| Марша Страссмен | Пем О'Гара       |
| Кеті Моріарті   | Лу Делано        |
| Джон Рубінштейн | Томас Гассрік    |
| Мігель Феррер   | Тоні Кастеллано  |
| Шерон Мофан     | Барбара Бернсайд |
| Крістофер Дойл  | Макнамара        |